# 新塭 (嘉義縣)
新塭，早期亦寫為新溫，是台灣嘉義縣布袋鎮的一個傳統地域名稱，位於該鎮南部。相校於今日行政區，其範圍大致包括新民里、復興里、好美里。

## 名稱由來
新塭地名由來，有一說是相傳早期先民來台開墾，群聚漥溝邊築漁塭養殖，當時河水常氾濫，沖毀漁塭，先民需經常修築新塭故得此地名新塭。
另根據布袋鎮公所的說法是，約在二百年前先民由福建省晉江縣東石鄉遷移來台，因定居在新墾魚塭堤旁，初稱「新溫仔」，後來居民以為「溫」為水部易患水災故改為土部稱「新塭」而沿用迄今。

## 歷史
台灣日治初期，新塭地區為一街庄（舊制街庄），稱為「新塭庄」（或寫為「新溫庄」），隸屬於大坵田西堡。該庄昔日北隔鹽水溪（今龍宮溪）與內田庄、布袋嘴庄、前東港庄為界，東隔水道與北港仔庄、新店庄為界，東南隔水道與芋仔藔庄為界，西南邊隔八掌溪與渡仔頭庄為界，西北邊臨台灣海峽
1901年（日治明治三十四年）11月11日，全台設置二十廳，該庄隸屬於嘉義廳。1904年（明治三十七年）2月20日，該庄編入「布袋嘴區」，隸屬於嘉義廳。同年4月1日，該區、庄改隸屬於鹽水港廳。1909年（明治四十二年）10月25日，全台整併二十廳為十二廳，該區、庄改隸屬於嘉義廳。1910年（明治四十三年）1月18日，各區管轄區域調整，該庄仍隸屬於嘉義廳的「布袋嘴區」。1920年（大正九年）10月1日，全台廢十二廳改設五州二廳，該庄改制為「新塭」大字，隸屬於臺南州東石郡布袋庄（新制街庄）。
戰後布袋庄改制為布袋鄉，隸屬於臺南縣，大字亦改制為村。1948年（民國37年）10月18日，布袋鄉升格為布袋鎮，村亦改制為里。1950年（民國39年）10月25日，雲、嘉、南分治，布袋鎮改隸屬於嘉義縣。

## 聚落
本地區發展較早的聚落有新温（新塭）、頂藔、過温藔、虎尾藔等，在日治期初期的官方地圖上已有記載。

## 學校
- 新塭國小

## 公務機關
- 中華電信公司新塭服務中心
- 台灣電力公司新塭服務所
- 嘉義區漁會新塭分部
- 嘉義縣警察局布袋分局新塭派出所

## 產業
嘉義縣是生產虱目魚的大本營，虱目魚養殖是嘉義縣沿海最大宗的漁產品之一，尤其布袋鎮新塭昔日是全國最大的魚苗養成地區，早年有「富有庄」稱號。嘉義縣虱目魚養殖面積約1200公頃，年產量有6000公噸，產值4億元，其中在布袋鎮沿著台17線兩旁，虱目魚魚塭和加工場林立，產品十分多元，有生魚肚、蒲燒魚肚、碳烤魚肚、虱目魚丸、魚捲、魚露等，處理虱目魚的數量更是領先群倫，「虱目魚的故鄉」美名不脛而走。

## 民俗活動
新塭嘉應廟最早成立於1838年（清道光十八年），1884年（光緒十年）遷至省道旁現址重建。信徒眾多，香火鼎盛。每年農曆三月二十七日，廟方會邀請南鯤鯓代天府的舊三王（王，王爺信仰）、北港朝天宮中的糖甘媽（媽，媽祖簡稱）、朴子配天宮的三媽到此，廟內派出十多頂神轎下海迎接，即為所謂的「衝水路、迎客王」民俗活動。

## 交通
- 台17線（濱海公路）：
  - 過溝莊122.198k（左縣道157號叉路）→ 布袋129.000k（與縣道172號共線起點）→ 大寮129.776k（與縣道172號共線終點）→ 布袋國中（左縣道161號叉路）→ 新塭134.326k（縣道163號叉路)

- 台61線（西濱快速公路）
  - 277 新塭新塭交流道（規劃中）

- 縣道163號：新塭43.1k（台17線線叉路)→好美里45.9k

## 名人
- 蔡啟芳
- 蔡易餘
- 蔡同榮
- 蔡清遊